# Lasse Sætre
Lasse Sætre (Sand, 10 maart 1974) is een voormalig Noors schaatser die gespecialiseerd was op de lange afstanden 5000 en 10.000 meter. Heden ten dage is hij technisch directeur bij de Noorse schaatsbond.

## Biografie
Sætre is in 1985 begonnen met schaatsen bij de vereniging Sand IF op de natuurijsbaan "Sportpark Prestberg". 
Sætre is sinds 1996 actief tijdens internationale toernooien. Jarenlang was hij subtop op de 5000 en 10.000 meter, maar nooit haalde hij een medaille. Tot de Olympische Winterspelen van 2002 in Salt Lake City waar hij zeer verrassend een bronzen medaille won op de 10.000 meter. Een jaar later won hij bij de WK Afstanden in Berlijn wederom een bronzen medaille op de 10.000 meter.
In 2004 liep Sætre bij een val op een training in Erfurt een ernstige blessure op. Hij hield aan de val een diepe vleeswond boven de linkerenkel over. In het seizoen 2004-2005 reed hij nog wel World Cup wedstrijden, maar kon niet meer zijn oude niveau halen. Een jaar later was hij weer helemaal terug, en wist als derde schaatser ooit onder de 13 minuten op de 10.000 meter te rijden. Het WK Allround van 2006 in Calgary werd Sætre's laatste officiële wedstrijd, waar hij als elfde eindigde. Op de laatste afstand, de 10.000 meter, verbrak hij bijna nog het wereldrecord van Chad Hedrick door 12.56,85 te schaatsen. Een paar ritten later ging het record er alsnog aan, doordat Sven Kramer 12.51,60 op de klokken bracht.

## Persoonlijke records
| Afstand      | Tijd     | Datum            | Baan           |
| ------------ | -------- | ---------------- | -------------- |
| 500 meter    | 38,15    | 15 maart 2001    | Calgary        |
| 1000 meter   | 1.17,65  | 3 januari 2004   | Asker          |
| 1500 meter   | 1.49,36  | 29 januari 2000  | Calgary        |
| 3000 meter   | 3.46,99  | 16 maart 2001    | Calgary        |
| 5000 meter   | 6.17,60  | 19 november 2005 | Salt Lake City |
| 10.000 meter | 12.56,85 | 19 maart 2006    | Calgary        |

## Resultaten
| Jaar | EK Allround | Olympische Spelen    | WK Afstanden          | WK Allround | WK Junioren |
| ---- | ----------- | -------------------- | --------------------- | ----------- | ----------- |
| 1993 |             |                      |                       |             | NC30        |
| 1996 | NC16        |                      | 15e 5000m 11e 10.000m | NC18        |             |
| 1997 | 10e         |                      | 5e 5000m 10e 10.000m  | 11e         |             |
| 1998 | 7e          | 11e 5000m 7e 10.000m | -                     | -           |             |
| 1999 | -           |                      | 22e 5000m 8e 10.000m  | -           |             |
| 2000 | -           |                      | 7e 5000m 4e 10.000m   | -           |             |
| 2001 | NC30        |                      | 7e 5000m 5e 10.000m   | -           |             |
| 2002 | -           | 10e 5000m · 10.000m  |                       | -           |             |
| 2003 | 9e          |                      | 19e 5000m · 10.000m   | NC21        |             |
| 2004 | 10e         |                      | -                     | NS3         |             |
| 2005 | -           |                      | -                     | -           |             |
| 2006 | 8e          | 9e 5000m 5e 10.000m  |                       | 11e         |             |

- = geen deelname
NC# = niet gekwalificeerd voor de laatste afstand, maar wel als # geklasseerd in de eindrangschikking
NS3 = niet gestart bij de 3e afstand

### Medaillespiegel
| Kampioenschap     | Goud | Zilver | Brons |
| ----------------- | ---- | ------ | ----- |
| EK Allround       | 0    | 0      | 0     |
| Olympische Spelen | 0    | 0      | 1     |
| WK Afstanden      | 0    | 0      | 1     |
| WK Allround       | 0    | 0      | 0     |
| WK Junioren       | 0    | 0      | 0     |